# 필 셀웨이
필 셀웨이(Phil James Selway, 1967년 5월 23일~ )은 영국 출신의 음악가이며 작곡가이고, 영국출신의 얼터너티브 록밴드인 라디오헤드의 드러머와 백킹 보컬리스트로(에드 오브라이언과 함께) 가장 잘 알려져 있다. 그는 또 7 World Collid에서 기타와 백킹보컬, 그리고 가끔씩 리드보컬을 맡는다. 셀웨이는 그의 정확하고 능숙한 많은 스타일들과 박자 기호로 알려져 있다.
2008년에 Gigwise는 셀웨이를 역사상 가장 훌륭한 드러머 26위로 랭크하였다.